# ایپریل لی هرناندز
اِیپریل لی هرناندز (انگلیسی: April Lee Hernández؛ زادهٔ ۳۱ ژانویهٔ ۱۹۸۰) یک هنرپیشه اهل ایالات متحده آمریکا است. وی از سال ۲۰۰۳ میلادی تاکنون مشغول فعالیت بوده‌است.

## گزیدهٔ آثار

### تلویزیون
- قانون و نظم: واحد قربانیان ویژه (۲۰۱۵)
- مظنون (۲۰۱۲)
- دکستر (۲۰۱۰)
- ۳۰ راک (۲۰۰۷)
- بخش فوریت‌های پزشکی (۲۰۰۶–۲۰۰۵)
- قانون و نظم (۲۰۰۴)
- آزادی نویسندگان (۲۰۰۷)